# Simply Marivana
Simply Marivana è un album in formato digital download della cantautrice Marivana Viscuso uscito il 6 febbraio 2016. È anche autrice e produttrice del disco con la sua etichetta Marivana Inc..

## Tracce
1. Caperucita roja
2. No te quiero mas
3. La maquina del olvido
4. Sauvage
5. Viento
6. Che sarà
7. Depende de ti